# China Spring
China Spring est une census-designated place située dans le comté de McLennan, dans l’État du Texas, aux États-Unis. Sa population s’élevait à 1 281 habitants lors du recensement de 2010.